# Tamira Paszek
Tamira Paszek (Dornbirn, Oostenrijk, 6 december 1990) is een professioneel tennisspeelster uit Oostenrijk, sinds oktober 2005.
Paszek bereikte de finale van het juniorentoernooi van Wimbledon in 2005. Zij verloor die finale van de Poolse Agnieszka Radwańska met 3-6 en 4-6.
Zij debuteerde in 2005 met een wildcard op het WTA-toernooi van Linz en won daar haar eersterondepartij in drie sets van de Russin Jelena Vesnina. Deze overwinning maakte haar de jongste winnaar in een hoofdtoernooi op de WTA-tour dat seizoen (14 jaar en 10 maanden).
In 2006 schreef zij als kwalificante het WTA-toernooi van Portorož op haar naam. Ook bereikte zij weer een finale van een grandslamtoernooi bij de junioren, ditmaal het US Open. Maar ook deze finale verloor zij, deze keer van de Russin Anastasija Pavljoetsjenkova met 6-3, 4-6 en 5-7.
In 2007 speelde zij voor het eerst op een grandslamtoernooi bij de senioren tijdens het Australian Open – zij bereikte er de tweede ronde, door winst op Séverine Brémond.
In de finale van het WTA-toernooi van Eastbourne 2012 overleefde zij vijf matchpoints tegen Angelique Kerber. Na twee eerdere International-titels won Paszek hier haar eerste Premier-titel.
Haar beste resultaat op de grandslamtoernooien is het bereiken van de kwartfinale, op Wimbledon 2011 en op Wimbledon 2012 (in beide gevallen verloren van Viktoryja Azarenka).
Paszek speelt sinds 2005 voor het Oostenrijkse Fed Cup-team – zij behaalde daar een winst/verlies-balans van 8–13.

## Posities op deWTA-ranglijst
Positie per einde seizoen:
| jaar | ranking enkelspel | ranking dubbelspel |
| ---- | ----------------- | ------------------ |
| 2005 | 365               | –                  |
| 2006 | 181               | –                  |
| 2007 | 42                | 894                |
| 2008 | 73                | 313                |
| 2009 | 186               | 847                |
| 2010 | 90                | 480                |
| 2011 | 43                | 864                |
| 2012 | 30                | 95                 |
| 2013 | 181               | 117                |
| 2014 | 133               | 364                |
| 2015 | 171               | 384                |
| 2016 | 122               | 468                |

## Palmares
| Legenda                | Legenda                  |
| ---------------------- | ------------------------ |
| Grandslamtoernooi      |                          |
| Olympische Spelen      |                          |
| Year-End Championships |                          |
| tot 2009               | 2009 – 2020 / vanaf 2021 |
| Tier I                 | Premier Mandatory        |
| Tier II                | Premier Five / WTA 1000  |
| Tier III               | Premier / WTA 500        |
| Tier IV & V            | International / WTA 250  |
|                        | Challenger / WTA 125     |

### WTA-finaleplaatsen enkelspel
| nr.              | finale     | toernooi       | ondergrond | tegenstandster        | score         |         |
| ---------------- | ---------- | -------------- | ---------- | --------------------- | ------------- | ------- |
| gewonnen finales |            |                |            |                       |               |         |
| 1.               | 2006-09-24 | WTA Portorož   | hardcourt  | Maria Elena Camerin   | 7-5, 6-1      | details |
| 2.               | 2010-09-19 | WTA Québec     | hardcourt  | Bethanie Mattek-Sands | 7-6, 2-6, 7-5 | details |
| 3.               | 2012-06-23 | WTA Eastbourne | gras       | Angelique Kerber      | 5-7, 6-3, 7-5 | details |
| verloren finales |            |                |            |                       |               |         |
| 1.               | 2008-09-14 | WTA Bali       | hardcourt  | Patty Schnyder        | 3-6, 0-6      | details |

### WTA-finaleplaatsen dubbelspel
geen

### Gewonnen ITF-toernooien enkelspel
| nr. | finale     | toernooi        | ondergrond | dotatie | tegenstandster in finale | score    |
| --- | ---------- | --------------- | ---------- | ------- | ------------------------ | -------- |
| 1.  | 2005-09-18 | Sofia           | gravel     | $25.000 | Kristina Barrois         | 7-6, 6-3 |
| 2.  | 2010-05-30 | İzmir           | hardcourt  | $25.000 | Çağla Büyükakçay         | 6-2, 6-3 |
| 3.  | 2014-02-16 | Rancho Santa Fe | hardcourt  | $25.000 | Shuko Aoyama             | 6-1, 6-1 |

### Gewonnen ITF-toernooien dubbelspel
| nr. | finale     | toernooi  | ondergrond | dotatie | partner              | tegenstandsters in finale        | score         |
| --- | ---------- | --------- | ---------- | ------- | -------------------- | -------------------------------- | ------------- |
| 1.  | 2005-09-18 | Sofia     | gravel     | $25.000 | Sanja Ančić          | Joana Cortez Karolina Kosińska   | 6-7, 6-2, 6-4 |
| 2.  | 2010-05-30 | İzmir     | hardcourt  | $25.000 | Maria Fernanda Alves | Çağla Büyükakçay Pemra Özgen     | 6-1, 6-2      |
| 3.  | 2013-09-29 | Las Vegas | hardcourt  | $50.000 | Coco Vandeweghe      | Denise Muresan Caitlin Whoriskey | 6-4, 6-2      |

## Resultaten grandslamtoernooien
| Legenda | Legenda                          |
| ------- | -------------------------------- |
| g.t.    | geen toernooi gehouden           |
| l.c.    | lagere categorie                 |
| –       | niet deelgenomen                 |
| G       | uitgeschakeld in de groepsfase   |
| 1R      | uitgeschakeld in de eerste ronde |
| 2R      | uitgeschakeld in de tweede ronde |
| 3R      | uitgeschakeld in de derde ronde  |
| 4R      | uitgeschakeld in de vierde ronde |
| KF      | uitgeschakeld in de kwartfinale  |
| HF      | uitgeschakeld in de halve finale |
| F       | de finale verloren               |
| W       | het toernooi gewonnen            |
| w-v     | winst/verlies-balans             |

### Enkelspel
| Toernooi        | 2007 | 2008 | 2009 | 2010 | 2011 | 2012 | 2013 | 2014 | 2015 | 2016 |
| --------------- | ---- | ---- | ---- | ---- | ---- | ---- | ---- | ---- | ---- | ---- |
| Australian Open | 2R   | 1R   | 1R   | 1R   | 1R   | 1R   | 2R   | –    | –    | 1R   |
| Roland Garros   | 2R   | 1R   | 1R   | –    | 1R   | 1R   | 1R   | 2R   | –    | –    |
| Wimbledon       | 4R   | 1R   | 1R   | –    | KF   | KF   | 1R   | 1R   | 1R   | 1R   |
| US Open         | 4R   | 2R   | –    | 2R   | 1R   | 1R   | –    | –    | –    | –    |

### Vrouwendubbelspel
| Toernooi        | 2007 | 2008 | 2009 | 2010 | 2011 | 2012 | 2013 |
| --------------- | ---- | ---- | ---- | ---- | ---- | ---- | ---- |
| Australian Open | –    | 1R   | 1R   | 1R   | 1R   | 2R   | 1R   |
| Roland Garros   | 1R   | 1R   | 1R   | –    | 1R   | 1R   | 1R   |
| Wimbledon       | 1R   | 1R   | 1R   | –    | 1R   | 2R   | 2R   |
| US Open         | 1R   | 2R   | –    | –    | 1R   | 3R   | –    |

### Gemengd dubbelspel
| Australian Open | –  | 1R | –  | –  | 1R | –  |
| Roland Garros   | –  | –  | –  | –  | –  | –  |
| Wimbledon       | 2R | –  | –  | 3R | –  | 1R |
| US Open         | –  | –  | 1R | –  | –  | –  |

## Trivia
- Het Österreichischer Tennisverband (Oostenrijkse tennisbond) ontving in 2007 en 2008 een subsidie van respectievelijk € 10.000 en € 6.558,40 vanuit de federale overheid van Oostenrijk, ten behoeve van het topsportprogramma van Tamira Paszek, in het kader van de subsidieregeling „Olympia- und Hope-Projekte”. Daarnaast ontving het Österreichischer Tennisverband in 2007 en 2008 een subsidie van respectievelijk € 6.000 en € 2.000 vanuit de federale overheid van Oostenrijk, ten behoeve van het topsportprogramma van Tamira Paszek, in het kader van de subsidieregeling voor topsportprojecten „Team Rot-Weiß-Rot (TRWR)”.[1][2]